# 珍煮丹

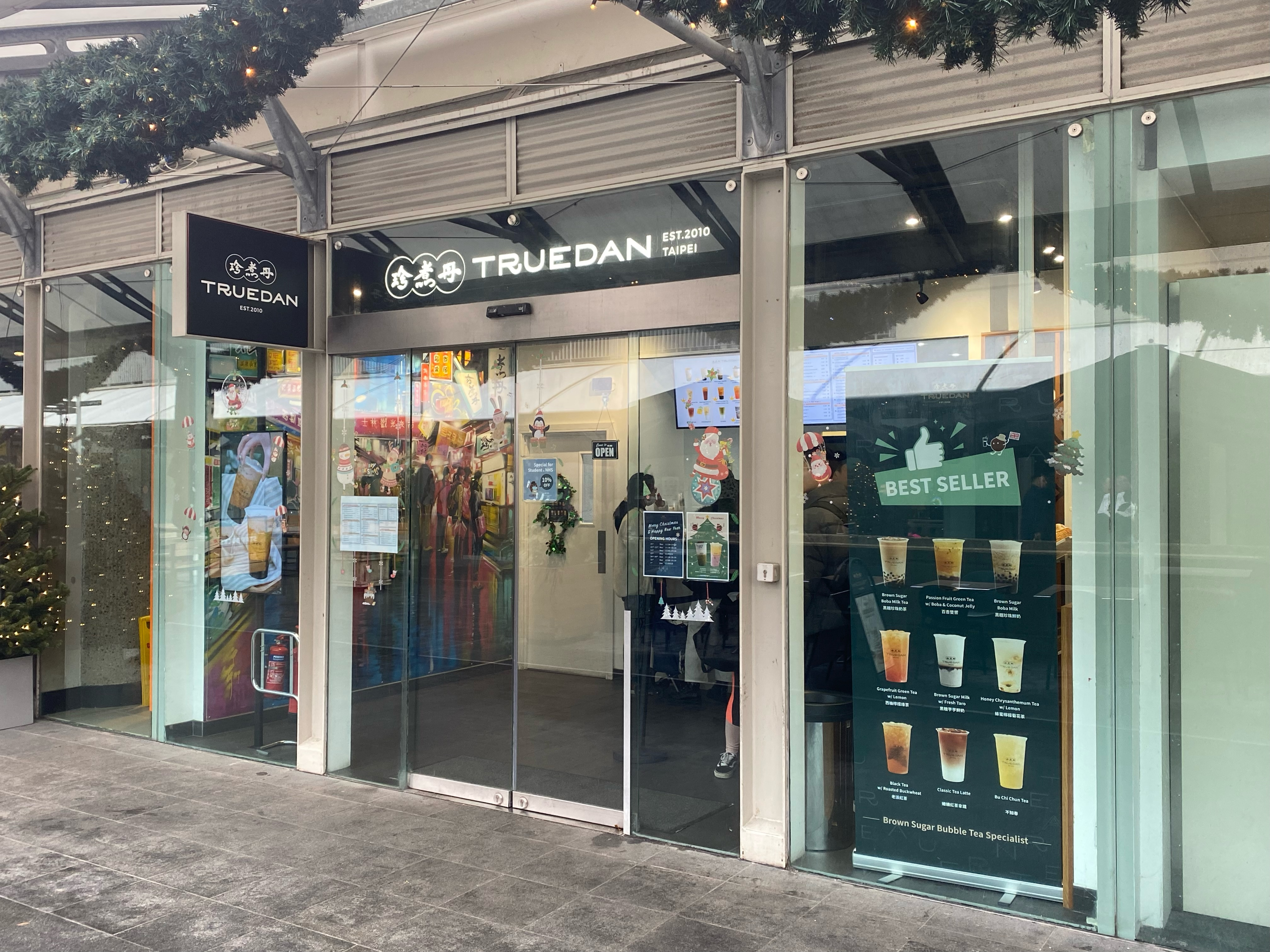
珍煮丹在英國倫敦的分店。

容誠駟有限公司，中文：珍煮丹（英語：TRUEDAN），全稱珍煮丹黑糖飲品專賣，是一個起源於臺灣台北市士林區的連鎖手搖飲料店品牌，主要產品為黑糖飲品。成立於2010年，從台北士林夜市起家，創辦人兼董事長為高永誠。目前台灣共有七十四家門市。
2023年12月，珍煮丹香港代理權完結，珍煮丹所有香港分店結業。

## 獎項
| 年份   | 獲提名 | 獎項                     | 結果 |
| ------ | ------ | ------------------------ | ---- |
| 2018年 | 珍煮丹 | 百大口碑之星TOP10        | 獲獎 |
| 2019年 | 珍煮丹 | 第19屆十大傑出企業金峰獎 | 獲獎 |
| 2019年 | 珍煮丹 | 國際A.A.無添加協會二星獎 | 獲獎 |